# Folke Nyberg
Folke Nyberg (1915. június 4. – 1991. április 1.) finn nemzetközi labdarúgó-játékvezető.

## Pályafutása

### Nemzeti játékvezetés
Nemzeti labdarúgó-szövetségének megfelelő játékvezető bizottsága minősítése alapján lett az 1. Liga játékvezetője. Küldési gyakorlat szerint rendszeres partbírói szolgálatot végzett. A nemzeti játékvezetéstől 1953-ban vonult vissza.

### Nemzetközi játékvezetés
A Finn labdarúgó-szövetség Játékvezető Bizottsága (JB) terjesztette fel nemzetközi játékvezetőnek, a Nemzetközi Labdarúgó-szövetség (FIFA) 1946-tól tartotta nyilván bírói keretében. Ebben a korban a meghívott (nemzeti JB által küldött) partbírók még nem tartoztak a FIFA JB keretébe. Több nemzetek közötti válogatott és klubmérkőzést vezetett, vagy működő társának partbíróként segített. A  nemzetközi játékvezetéstől 1953-ban búcsúzott.
Válogatott mérkőzéseinek száma: 3.

#### Olimpiai játékok
Az 1952. évi nyári olimpiai játékok labdarúgó tornáját, ahol a FIFA JB partbírói szolgálatra alkalmazta. A kor elvárása szerint az egyes számú partbíró játékvezetői sérülésnél átvette a mérkőzés vezetését. Partbíróként 2 mérkőzésre első, 4 találkozóra egyes pozícióban kapott küldést.
| Időpont            | Helyszín                   | Mérkőzés típusa           | Mérkőzés                 | Játékvezető      | Eredmény | Nézők száma |
| ------------------ | -------------------------- | ------------------------- | ------------------------ | ---------------- | -------- | ----------- |
| 1952. július 16.   | Városi Stadion, Kotka      | csoportmérkőzés           | Szovjetunió–Bulgária     | Zsolt István     | 2 – 1    | 10 000      |
| 1952. július 16.   | Városi Stadion, Kotka      | selejtezők                | Egyiptom–Chile           | John Nilsson     | 5 – 4    | 5354        |
| 1952. július 20.   | Ratina Stadion, Tampere    | egyik nyolcaddöntő        | Jugoszlávia–Szovjetunió  | Arthur Ellis     | 5 – 5    | 17 000      |
| 1952. június 21.   | Ratinan Stadion, Tampere   | első kör                  | Svédország–Norvégia      | Johan Aksel Alho | 4 – 1    | 4072        |
| 1952. július 22.   | Ratina Stadion, Tampere    | újrajátszott nyolcaddöntő | Jugoszlávia–Szovjetunió  | Arthur Ellis     | 3 – 1    | 17 000      |
| 1952. augusztus 2. | Olimpiai Stadion, Helsinki | döntő                     | Jugoszlávia–Magyarország | Arthur Ellis     | 0 – 2    | 60 000      |

#### Skandináv Bajnokság
Nordic Championships/Északi Kupa labdarúgó tornát Dánia kezdeményezésére az első világháború után, 1919-től a válogatott rendszeres játékhoz jutásának elősegítésére rendezték a Norvégia, Dánia, Svédország részvételével. 1929-től a Finnország is csatlakozott a résztvevőkhöz. 1983-ban befejeződött a sportverseny.
| Időpont              | Helyszín               | Mérkőzés típusa | Mérkőzés            | Eredmény | Nézők száma |
| -------------------- | ---------------------- | --------------- | ------------------- | -------- | ----------- |
| 1950. szeptember 24. | Ullevaal Stadion, Oslo | csoportmérkőzés | Norvégia–Svédország | 1 – 3    | 35 552      |
| 1953. október 18.    | Råsunda Stadion, Solna | csoportmérkőzés | Svédország–Norvégia | 0 – 0    | 27 025      |